# Famille Schützenberger
Pour les articles homonymes, voir Schutzenberger.
La famille Schützenberger est une famille française, originaire d'Alsace dont sont issus plusieurs artistes et scientifiques français depuis le XIXe siècle. Elle est à l'origine de la brasserie Schützenberger à Strasbourg. 

## Origine
Les généalogistes font remonter l'arrivée de la famille Schützenberger en Alsace au milieu du XVIIe siècle, en provenance de la région de Grieskirchen, en Haute-Autriche. Concommitante de la recatholicisation de la Haute-Autriche qui suit la Guerre des paysans autrichienne de 1626, cette migration vers un territoire protestant semble avoir un motif religieux.

## Généalogie
- Jean-Daniel Schützenberger (1737-1798), tonnelier et marchand de vin puis brasseur, épouse en 1766 Anna-Catharina Bickelhaub, veuve de Jean-Melchior Klein (mort en 1765) propriétaire de la Brasserie Royale, dont :
  - Georges-Frédéric (1772-1853), brasseur.
    - Georges-Frédéric (1799-1859), avocat, professeur de droit, maire de Strasbourg (nommé par la monarchie de Juillet) de 1837 à 1848.
      - Paul (1829-1897), chimiste, professeur au Collège de France, membre de l'Académie des sciences et de l'Académie de médecine.
        - Paul-René (1860, Mulhouse-1916, Paris), artiste peintre.
        - Léon Maurice (1863, Mulhouse-1950), ingénieur ESPCI, directeur d'une maison d'héliogravure.
          - Pierre (1888-1973), médecin psychiatre, expert pour l'affaire des sœurs Papin.
            - Marcel-Paul (1920-1996), médecin, mathématicien et informaticien, membre de l'Académie des Sciences,
            - Jean-Paul Schützenberger (1928-1967), polytechnicien, pianiste et compositeur.

      - Ernest, médecin.
      - Frédéric, avocat.

    - Louis (1802-1887), brasseur, déménage en 1866 la brasserie Schutzenberger de Strasbourg à Schiltigheim.
      - Louis-Frédéric (8 septembre 1825, Strasbourg-17 avril 1903, Strasbourg), artiste peintre.
        - Louis Oscar (1866-1943), brasseur et héritier de la fabrique.

      - Oscar (vers 1835-30 mars 1904, Schiltigheim), brasseur.

    - Sophie Wilhelmine (1807-1852), épouse en 1825 Frédéric Charles Faudel, limonadier.
      - Sophie Faudel (1828-1914), épouse en 1854 Adolphe Kuss, polytechnicien, ingénieur en chef des ponts et chaussées.
        - Charles Kuss (1857-1940), conservateur des eaux et forêts d'Algérie (1910-1919).

    - Charles (1er février 1809-22 septembre 1881), médecin, professeur à la faculté de Strasbourg.

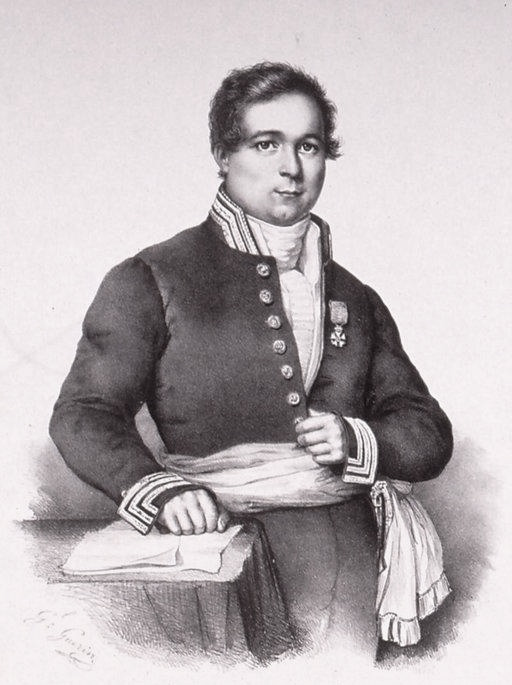
Georges Schützenberger (1799-1859)
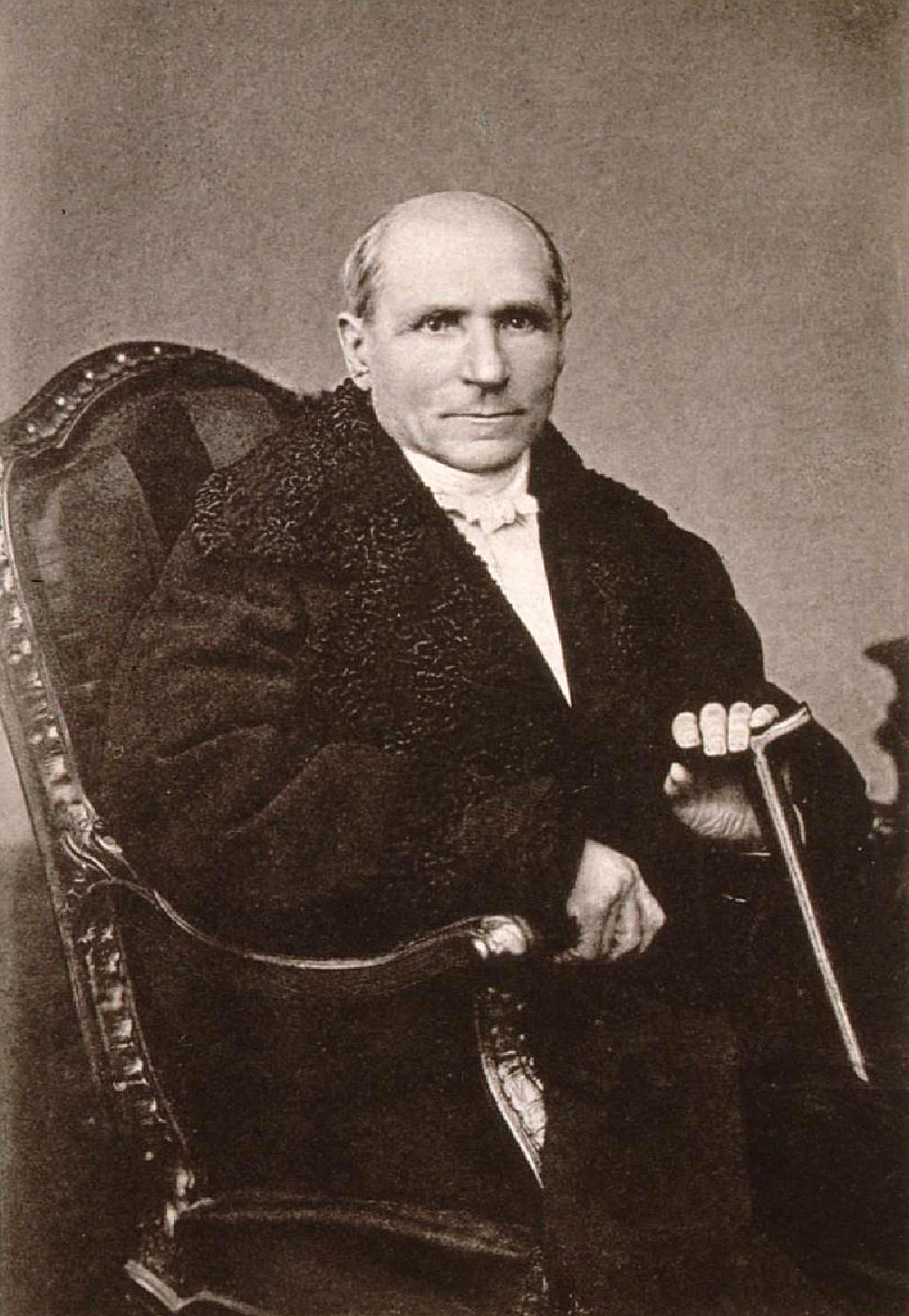
Charles Schützenberger (1809-1881)
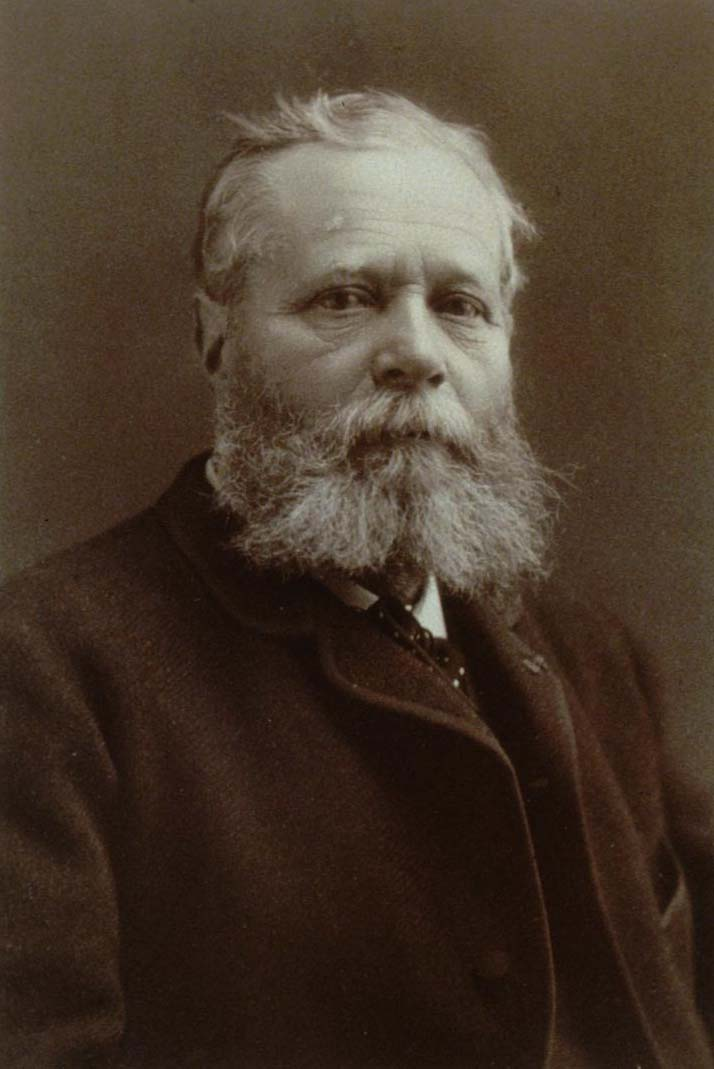
Louis Frédéric Schützenberger (1825-1903)
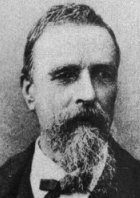
Paul Schützenberger (1829-1897)
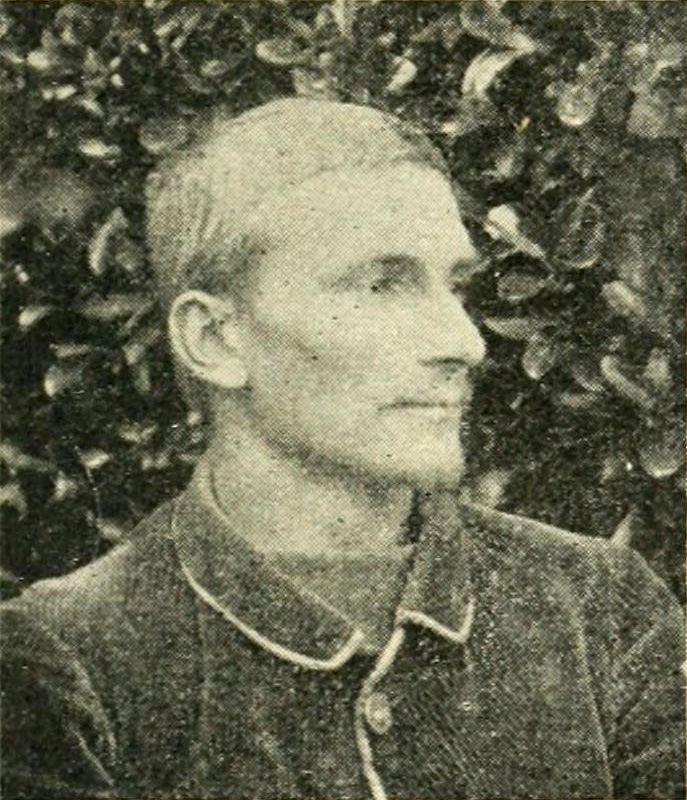
René Schützenberger (1860-1916)
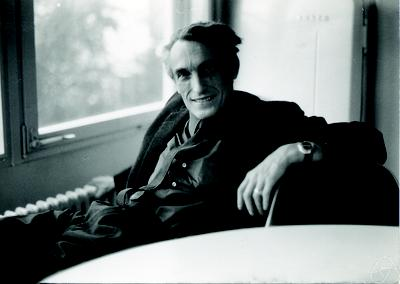
Marcel-Paul Schützenberger (1920-1996)
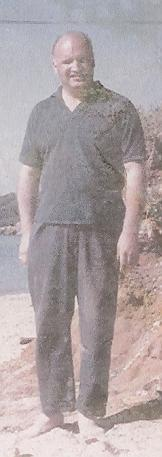
Jean-Paul Schützenberger (1928-1967)